# Patrick Tatopoulos
Patrick Philippe Tatopoulos (Parigi, 25 settembre 1957) è uno scenografo, regista ed effettista francese naturalizzato statunitense.

## Biografia
Nato a Parigi, figlio di padre greco e madre francese, parla fluentemente tre lingue; francese, inglese e greco. Trascorre la prima parte della sua vita nella capitale francese, dove i genitori gestivano un negozio di abbigliamento, appassionandosi alle arti visive ed iniziando a lavorare per la pubblicità e realizzando le copertine per albi di fumetti. Studia presso École d'Art Décoratif de Paris, in seguito al École des Arts Appliqués de Paris ed infine al École des Beaux-Arts, dopodiché inizia a spostarsi, vivendo a Roma e in Grecia, dove ha modo di presentare i suoi lavori, oltre a lavorare assiduamente per la pubblicità come designer.
Nel 1989 decide di tentare la fortuna e si trasferisce negli Stati Uniti, ben presto i suoi lavori nella pubblicità vengono notati dal mondo del cinema. La sua prima esperienza hollywoodiana, è come supervisore agli effetti speciali e designer per l'adattamento cinematografico del 1993 del videogioco Super Mario Bros.. L'anno seguente è curatore dei costumi, delle scenografie e degli effetti speciali di Stargate, questo film scena la prima collaborazione con il regista Roland Emmerich, che continuerà negli anni seguenti con film come Independence Day e Godzilla. Nel 1996 fonda una propria società di effetti speciali, la Tatopoulos Studios.
Oltre ad Emmerich, Tatopoulos è un assiduo collaboratore di registi come Alex Proyas e Len Wiseman, per il primo ha curato le scenografie di Dark City e gli effetti speciali di Io, Robot, mentre per Wiseman ha lavorato per l'intera trilogia di Underworld, fino al terzo capitolo della saga, Underworld - La ribellione dei Lycans, che segna il suo debutto alla regia, dopo il cortometraggio del 2000 Bird of Passage.
Dal 2010 al 2014 ha preso parte come giudice al talent show Face Off.

## Filmografia

### Regista
- Underworld - La ribellione dei Lycans (Underworld: Rise of the Lycans) (2009)

### Effetti speciali e visivi
- Super Mario Bros. (Super Mario Bros.), regia di Rocky Morton, Annabel Jankel e Dean Semler - non accreditato (1993)
- Stargate (Stargate), regia di Roland Emmerich (1994)
- Independence Day (Independence Day), regia di Roland Emmerich (1996)
- Godzilla (Godzilla), regia di Roland Emmerich (1998)
- Stuart Little - Un topolino in gamba (Stuart Little), regia di Rob Minkoff (1999)
- Supernova (Supernova), regia di Walter Hill (2000)
- Pitch Black (Pitch Black), regia di David Twohy (2000)
- Battaglia per la Terra (Battlefield Earth: A Saga of the Year 3000), regia di Roger Christian (2000)
- They - Incubi dal mondo delle ombre (They), regia di Robert Harmon (2002)
- Underworld (Underworld), regia di Len Wiseman (2003)
- Io, Robot (I, Robot), regia di Alex Proyas (2004)
- Van Helsing (Van Helsing), regia di Stephen Sommers (2004)
- The Chronicles of Riddick (The Chronicles of Riddick), regia di David Twohy (2004)
- Cursed - Il maleficio (Cursed), regia di Wes Craven (2005)
- Il nascondiglio del diavolo - The Cave (The Cave), regia di Bruce Hunt (2005)
- Venom, regia di Jim Gillespie (2005)
- Underworld: Evolution (Underworld: Evolution), regia di Len Wiseman (2006)
- Silent Hill (Silent Hill), regia di Christophe Gans (2006)
- Io sono leggenda (I Am Legend), regia di Francis Lawrence (2007)
- 10.000 A.C. (10,000 BC), regia di Roland Emmerich (2008)
- Rovine (The Ruins), regia di Carter Smith (2008)
- Outlander - L'ultimo vichingo (Outlander), regia di Howard McCain (2008)
- La vendetta di Halloween (Trick 'r Treat), regia di Michael Dougherty (2008)
- Blood Creek, regia di Joel Schumacher (2009)
- Solomon Kane (Solomon Kane), regia di Michael J. Bassett (2009)
- 2012, regia di Roland Emmerich (2009)

### Scenografo
- Independence Day (Independence Day), regia di Roland Emmerich (1996)
- Dark City (Dark City), regia di Alex Proyas (1998)
- Battaglia per la Terra (Battlefield Earth: A Saga of the Year 3000), regia di Roger Christian (2000)
- Io, Robot (I, Robot), regia di Alex Proyas (2004)
- Underworld: Evolution (Underworld: Evolution), regia di Len Wiseman (2006)
- Die Hard - Vivere o morire (Live Free or Die Hard), regia di Len Wiseman (2007)
- Total Recall - Atto di forza (Total Recall), regia di Len Wiseman (2012)
- 300 - L'alba di un impero (300: Rise of an Empire), regia di Noam Murro (2014)
- Zack Snyder's Justice League (2021)

### Make Up
- Resa dei conti a Little Tokyo (Showdown in Little Tokyo), regia di Mark L. Lester (1991)
- Supernova (Supernova), regia di Walter Hill (2000)
- Il nascondiglio del diavolo - The Cave (The Cave), regia di Bruce Hunt (2005)
- Venom, regia di Jim Gillespie (2005)
- Silent Hill (Silent Hill), regia di Christophe Gans (2006)
- The Messengers (The Messengers), regia di Oxide Pang Chun e Danny Pang (2007)
- Resident Evil: Extinction (Resident Evil: Extinction), regia di Russell Mulcahy (2007)